# Stay High 149
Wayne Roberts, känd som Stay High 149, född 20 oktober 1950 i Emporia, Virginia, död 11 juni 2012 i Bronx, New York, var en amerikansk graffitimålare.
Roberts tag "Smoker" influerade en hel generation graffitimålare efter att han blev världskänd i början av 1970-talet. Till tagen fick han inspiration av streckgubben i TV-serien Helgonet. Norman Mailer skrev om honom i boken The Faith of Graffiti. Artistnamnet härstammade från Roberts konsumtion av marijuana. Chris Pape och Sky Farrell skrev Roberts biografi Stay High 149. Farrell avled i en leversjukdom.